# Lieux et monuments d'Hämeenlinna
Cet article liste des lieux et monuments d'Hämeenlinna en Finlande.

## Architecture

### Manoirs et châteaux
- Manoir d'Hahkiala
- Manoir d'Harviala
- Manoir de Katajisto
- Manoir de Katinen (fi)
- Manoir de Kuurila (fi)
- Manoir de Niemi (fi)
- Manoir de Vanaja
- Manoir de Perttula
- Château du Häme
- Château d'Aulanko
- Château de Mantere (fi)

### Églises
- Église orthodoxe d'Ahvenisto
- Église d'Hauho
- Église d'Hämeenlinna
- Église orthodoxe d'Hämeenlinna
- Église de la garnison russe d'Hämeenlinna
- Église d'Hätilä
- Église de Kalvola
- Sacristie de Kalvola
- Église de Lammi
- Église de Renko
- Église de Tuulos
- Église de Vanaja

### Commerces
- Verrerie Iittala (fi)
- Centre commercial Goodman
- Keskustalo
- Centre commercial Linna
- Centre commercial d'Ojoinen (fi)
- Centre commercial Optelli (fi)
- Centre commercial Tavastila (fi)
- Centre commercial Tuulonen (fi)

### Transports
- Gare routière d'Hämeenlinna
- Port d'Hämeenlinna
- Gare d'Hämeenlinna
- Gare d'Iittala

### Sports
- Salle de sport d'Iittala (fi)
- Pohjantähti Areena
- Tremplins d'Ahvenisto
- Piscine d'Ahvenisto
- Circuit automobile d'Ahvenisto
- Terrain de baseball d'Hämeensaari (fi)
- Areena Loimua (fi)
- Linna Golf (fi)
- Terrain de Kauriala

### Autres
- Mairie d'Hämeenlinna
- Hôpital psychiatrique d'Hattelmala
- Hôpital central de Kanta-Häme
- Centre médical de Viipurintie
- Résidence du gouverneur
- Tour d'observation d'Aulanko
- Centrale électrique de Vanaja
- Maison d'Aartela
- Hôtel Aulanko
- Palais de justice d'Hämeenlinna
- Nummikeskus (fi)
- Ancienne caserne de pompiers
- Poltinaho
- Caserne de Finlande

## Lieux

### Places et rues
- Raatihuoneenkatu
- Place du marché
- Hallituskatu
- Palokunnankatu
- Birger Jaarlin katu

### Parcs, cimetières
- Parc national urbain d'Hämeenlinna
- Parc municipal
- Parc du château
- Parc de Sibelius
- Parc du marché
- Parc du vieux cimetière
- Cimetière de Vuorentaka
- Cimetière d'Ahvenisto
- Aulanko
- Ahvenisto
- Itsenäisyydenpuisto

### Lacs, îles, moraines
- Vanajavesi
- Hattelmalanharju
- Hakovuori
- Kuohijärvi
- Aulangonjärvi
- Ahvenistonjärvi
- Kutalanjoki
- Lamminjärvensuo
- Lusikkaniemi
- Renkajoki
- Sajaniemi
- Sudenpesänkangas (fi)
- Kotisten aarnialue (fi)
- Untulanharju
- Ormajärvi
- Lac Katumajärvi
- Ahvenistonharju-Vuorenharju

## Culture

### Éducation
- Lycée d'Hämeenlinna
- Institut professionnel Tavastia
- Institut professionnel Hyria (fi)
- Institut professionnel du Häme (fi)
- Université des sciences appliquées HAMK
- Institut professionnel de Kiipula
- Institut Sirola
- Station biologique de Lammi
- Institut finlandais d'entrepreneuriat (fi)

### Musées
- Musée d'histoire locale d'Hausjärvi (fi)
- Château du Häme
- Musée municipal d'Hämeenlinna
- Musée d'histoire locale de Kalvola (fi)
- Maison de Kanajärvi (fi)
- Musée des cartes postales) (fi)
- Musée en plein air de Kotko (fi)
- Musée d'histoire locale de Lammi (fi)
- Musée Militaria
- Musée Skogster
- Maison Palander
- Maison natale de Jean Sibelius
- Musée d'Art d'Hämeenlinna
- Musée de la prison
- Musée du moulin de Vihavuosi (fi)

### Autres
- Verkatehdas
- Théâtre d'Hämeenlinna
- Bibliothèque municipale
- Poltinaho
- Parc événementiel de Kantola

## Carte
| Carte de lieux et monuments d'Hämeenlinna                                              |
| Carte interactive de lieux et monuments d'Hämeenlinna (cliquer pour voir les détails). |